# Histórias de Santa Úrsula
As Histórias de Santa Úrsula (em italiano:  Storie di sant'Orsola) é uma série de nove grandes pinturas a óleo sobre tela do artista italiano renascentista Vittore Carpaccio, originalmente criada para a Escola de Santa Úrsula, em Veneza, e que está presentemente na Gallerie dell'Accademia desta mesma cidade.
As pinturas foram encomendadas pela poderosa família veneziana Loredan que tinha a Escola de Santa Úrsula sob o seu patrocínio. Alguns dos Loredan distinguiram-se por feitos militares contra os "infiéis" Otomanos que são repetidamente referidos nos painéis do ciclo. A Escola de Santa Úrsula não era uma das seis Scuole Grandi de Veneza, mas era uma confraria do mesmo tipo.
As Histórias de Santa Úrsula contam a história de Santa Úrsula tal como era conhecida na época de Carpaccio. Posteriormente, a Igreja Católica passou a considerar a história de Santa Úrsula uma lenda, dado que as fontes da sua história não eram fidedignas. Mas no final da Idade Média havia um amplo culto a esta Santa havendo congregações femininas que invocavam o seu exemplo e lhe eram devotas de que a Ordem de Santa Úrsula é exemplo.
Existiram várias versões da vida de Úrsula uma das quais é que vivera em meados do século IV sendo filha de um rei cristão da Grã-Bretanha e que tendo sido acordado o seu casamento com o príncipe bretão pagão Conan, Úrsula terá exigido que antes do casamento realizaria uma peregrinação a Roma com as suas seguidoras onde foi recebida pelo Papa Ciríaco (desconhecido nos registos pontifícios, embora no final do ano 384 tenha sido eleito o Papa Sirício), e que no regresso passaram por Colónia, que estava sitiada pelos Hunos, tendo Úrsula e as onze mil virgens que a acompanhavam sido massacradas. Na Veneza de Carpaccio a versão da história de Úrsula é que ela fora uma princesa católica da Bretanha que ficou noiva de um príncipe pagão da Grã-Bretanha, sendo os restantes episódios da sua vida similares aos da anterior versão, especialmente o seu martírio em Colónia. E da sua história patética de amor e morte, Carpaccio pintou com uma arte de nível elevado as cenas mais vulgarizadas e coloridas.

## As pinturas

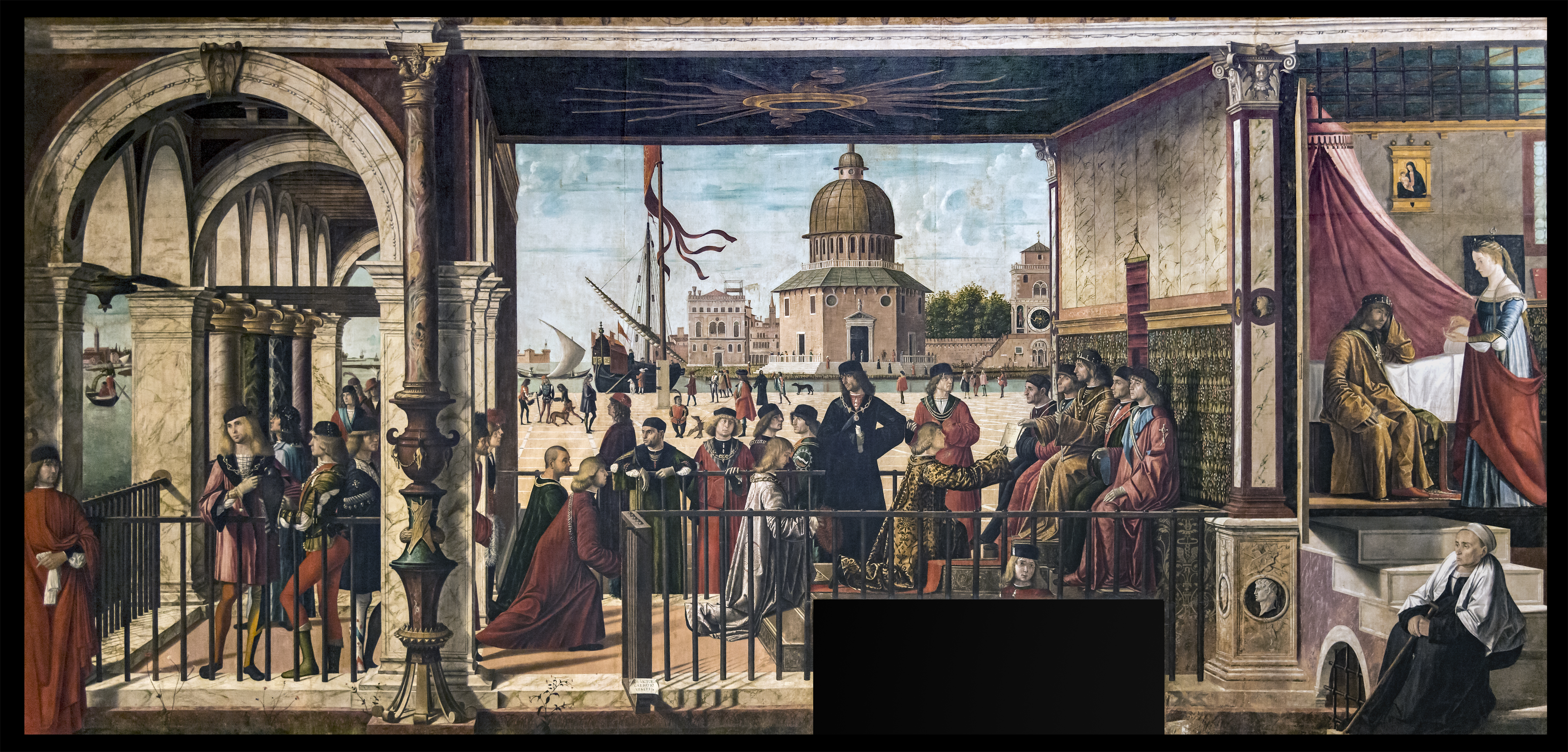
Chegada dos Embaixadores (1497–1498), de Vittore Carpaccio, 275x589 cm

As pinturas do ciclo, por ordem cronológica, são as seguintes:
- Chegada dos Embaixadores britânicos à corte do Rei da Bretanha, 1495 circa, óleo sobre tela, 275×589 cm
- Partida dos Embaixadores da corte do Rei da Bretanha, 1495 circa, óleo sobre tela, 280x253 cm
- Regresso dos Embaixadores, 1495 circa, óleo sobre tela, 297x527 cm
- O Encontro de Úrsula e o Príncipe e a partida dos peregrinos, 1495, têmpera sobre tela, 280x611 cm
- O Sonho de Santa Úrsula, 1495, têmpera sobre tela, 274x267 cm
- Encontro dos Peregrinos com o Papa Ciriaco, 1491-1493, têmpera sobre tela, 281x307 cm
- Chegada dos Peregrinos a Colónia, 1490, têmpera sobre tela, 280x255 cm
- O Martírio dos Peregrinos e o Funeral de S. Úrsula, 1493, têmpera sobre tela, 271x561 cm
- Apoteose de Santa Úrsula e das suas companheiras, 1491, têmpera sobre tela, 841x336 cm

## Descrição

### Chegada dos Embaixadores
As primeiras duas pinturas, apesar de retratarem os primeiros eventos do ciclo, foram as últimas a serem pintadas, em 1497-1498.
A primeira pintura está dividida em três partes, lendo-se da direita para a esquerda. A cena é uma reminiscência do drama litúrgico daquela época, em que todos as figuras surgem no palco e se levantam quando têm que participar na peça. À direita, Úrsula e o rei seu pai estão representados a conversar, estando a aia dela sentada no primeiro degrau da escada que leva ao interior. A cena central representa a audiência do rei aos embaixadores do príncipe que pretende casar com Úrsula. Em fundo está um templo hexagonal com um cúpula alta e outros edifícios imaginários e uma ria com um galeão preto num ambiente que se assemelha ao de Veneza. À esquerda, em primeiro plano sob uma loggia, estão cortesãos e o prolongamento do panorama marinho.
Do lado de fora do proscênio está um homem usando uma toga vermelha, uma sugestão dos didascálicos, uma figura do teatro renascentista que narrava ou comentava a peça para o público, geralmente na figura de um anjo. Entre os espectadores estão personagens vestindo a crista da Compagnie della Calza, uma confraria veneziana que organizava eventos e espectáculos durante o Carnaval e outras celebrações.

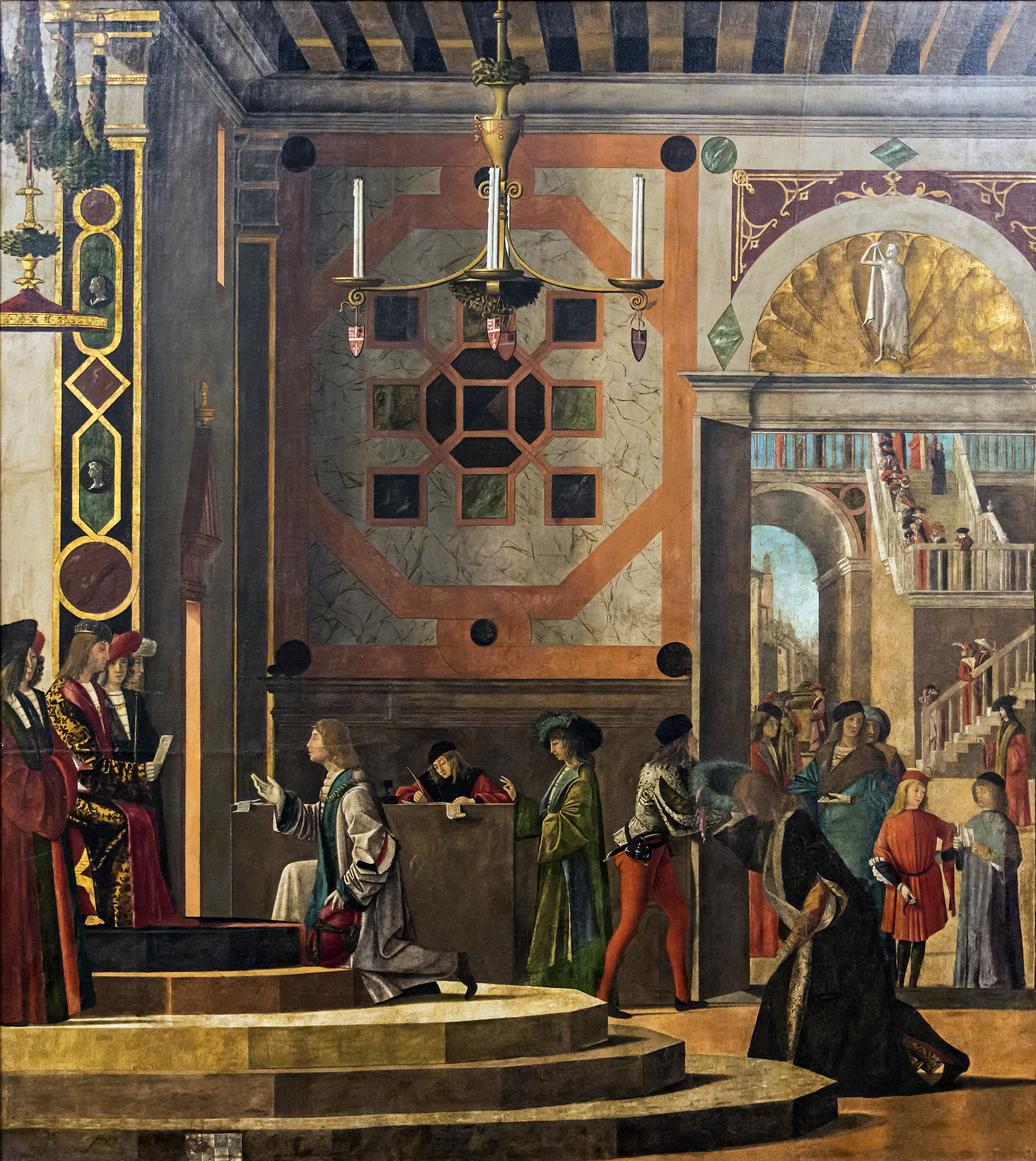
Partida dos Embaixadores (1497–1498), de Vittore Carpaccio, 280x253 cm

### Partida dos Embaixadores
A segunda pintura, menor em tamanho do que a primeira, representa num sumptuoso interior outra reunião da corte geralmente descrita como a despedida dos embaixadores pelo rei e pai de Úrsula. Um escriba ao fundo está a escrever a resposta para o príncipe pretendente da mão de Úrsula. De acordo com uma interpretação diferente, as roupas das figuras indicam que eles são pagãos, e assim a cena representaria a corte do príncipe pretendente, estando os embaixadores de partida para a sua missão.
Um grande portal à direita permite o vislumbre distante da cidade em vários planos espaciais. As vistas em perspectiva são bem definidas, com um percurso de escada que atravessa um arco grandioso que se destaca contra o céu. Notável é a atenção aos detalhes e os diferentes reflexos de luz que eles geram: dos mármores dos espelhos, ao candelabro, da escultura no nicho de ouro do portal até as festões que sustentam um pequeno pálio sobre o trono. Há muitas referências ao antigo, como os medalhões colocados ao lado da parede com perfis de imperadores romanos. Por uma segunda porta, do lado esquerdo, passa luz na sala, de acordo com uma pluralidade de fontes de luz ao estilo flamengo, trazida para Veneza por Antonello da Messina.
Os embaixadores ajoelham-se ao entrar na chancelaria diplomática na presença do soberano bretão Mauro, que tem na mão a resposta à embaixada, pronto para entregá-la. As posturas e gestos de deferência referem-se ao cerimonial rígido das audiências públicas do Doge de Veneza, geralmente sentado, tal como o rei Mauro, entre os seus conselheiros, alguns dos quais são retratados em profil perdu.
Interessante é o detalhe de "género" do escriba ocupado, que contrasta com o sossego arrogante do secretário que está ditando para ele. À direita, um menino de batina castanha está a ler algo sob o olhar entediado de seu companheiro com uma túnica vermelha, enquanto ao lado deles um alto dignitário com um manto de pele apresenta com um gesto da mão esquerda a cerimónia oficial. Rigorosa é a descrição da multidão postada ao longo da balaustrada exterior.

### Regresso dos Embaixadores

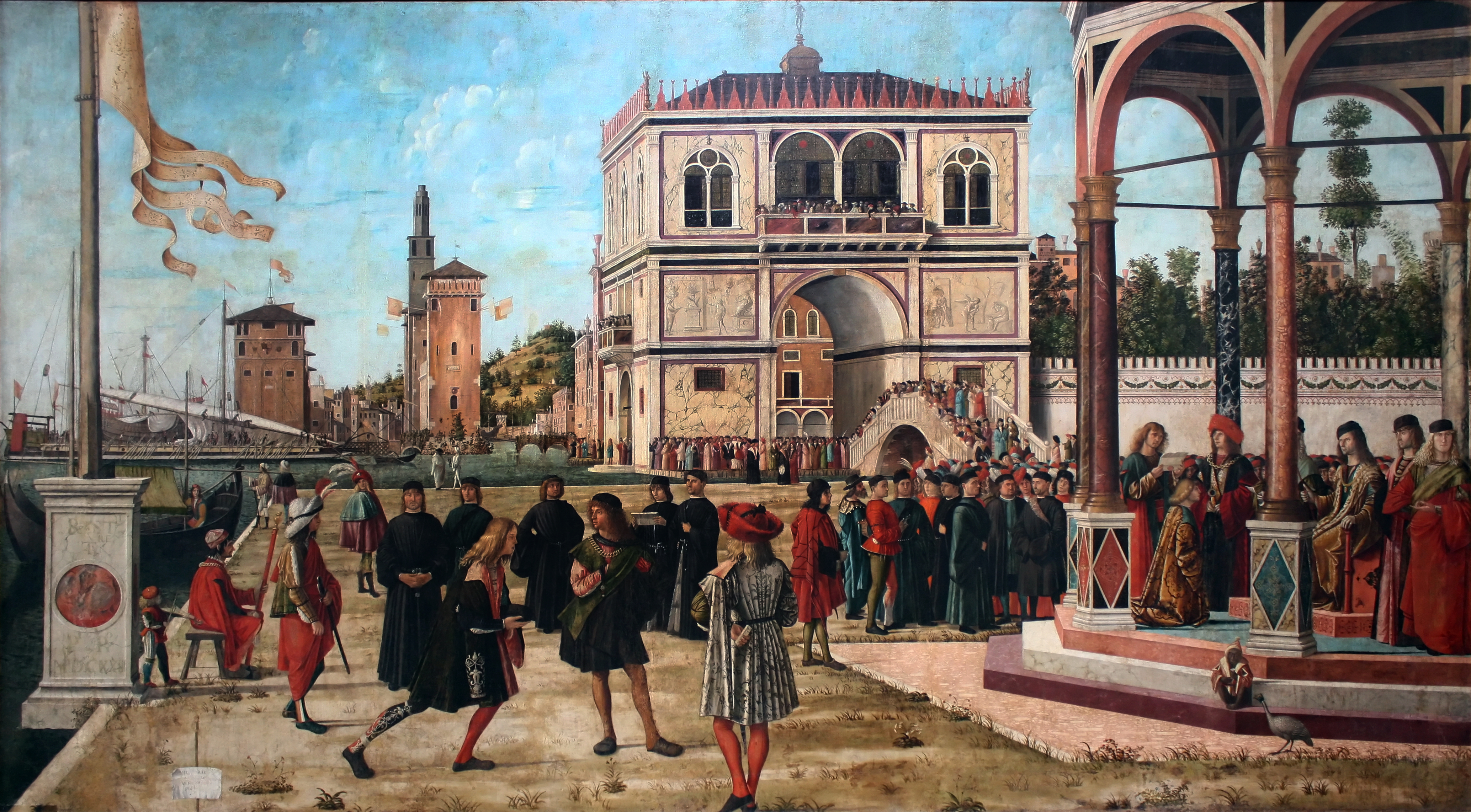
Regresso dos Embaixadores (1497–1498), de Vittore Carpaccio, 297x527 cm

A terceira pintura representa os embaixadores que regressados ao seu país transmitem a resposta de Úrsula e do pai dela sendo recebidos num pavilhão aberto com uma arquitetura veneziana contemporânea do pintor.
A cena é inspirada no cerimonial veneziano, como mostram alguns detalhes como a figura mais à esquerda sentada com o bastão e a corrente de ouro e o menino que toca o rebeca, ambos presentes nas cerimónias oficiais de chegada e apresentação de delegações estrangeiras. 
À direita está o pavilhão octogonal do soberano, enquanto o fundo é ocupado por uma vista da cidade com algumas torres e, sobretudo, um palácio majestoso com decorações monocromáticas e um arco central, para o qual converge uma multidão pelo passadiço junto ao canal e pela ponte, sendo cada um identificado pela veste da sua própria classe ou do seu país de origem. Ao lado do palácio, um alto muro envolve um jardim de onde emergem os topos das árvores.
A cena está situada numa praça que faz fronteira com uma enseada onde há barcos e um canal, estando limitada por um mastro com bandeira esvoaçando ao vento que tem uma base de mármore com um disco de pedra vermelha. Existem inúmeros detalhes de género como, em primeiro plano, o macaquinho sentado nos degraus da galeria real e a abibe.

### O Encontro de Úrsula e o Príncipe

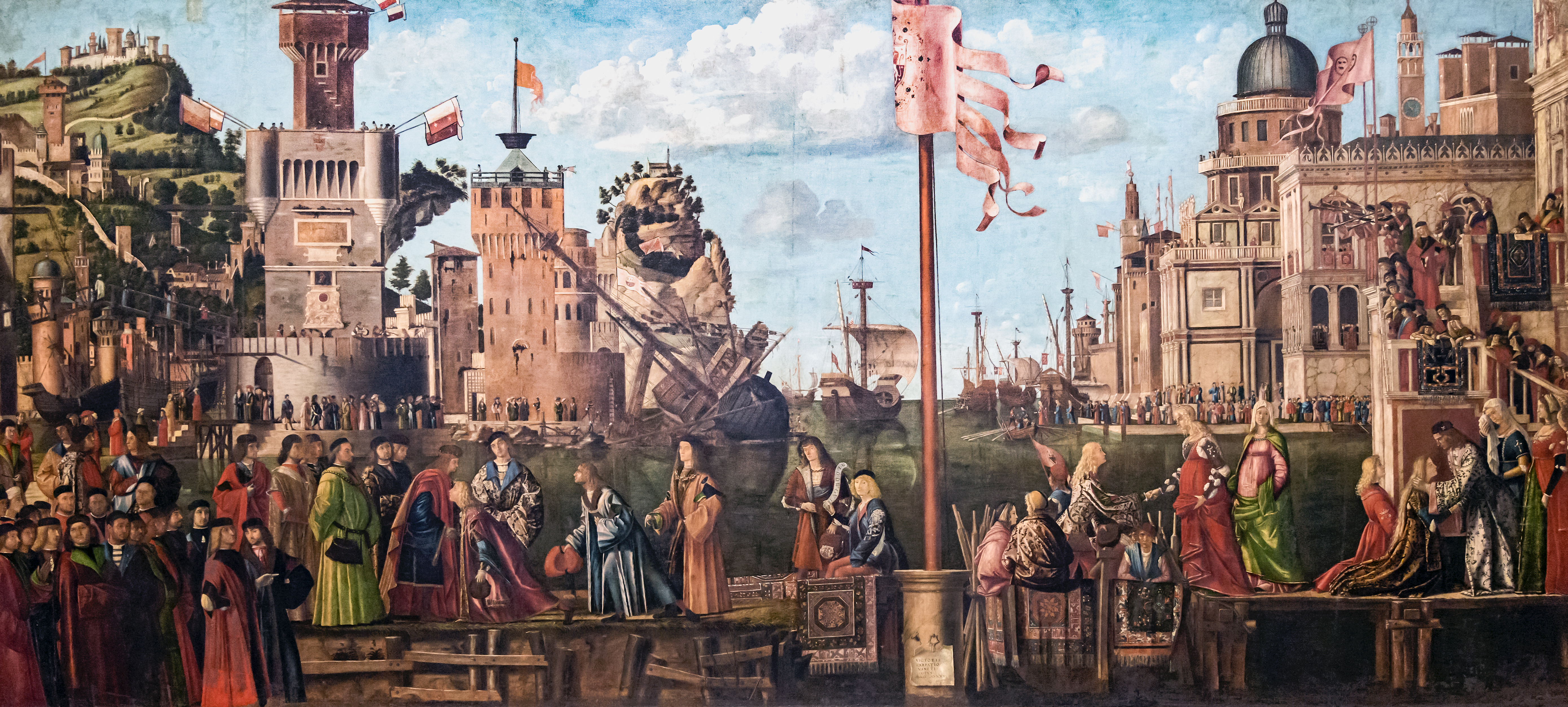
O Encontro de Úrsula e o Príncipe (1497–1498), de Vittore Carpaccio, 279x610 cm

A pintura está dividida em duas partes por um mastro no cimo do qual esvoaça uma flâmula. Imediatamente à esquerda do poste, em posição central da pintura, sentado num parapeito, está Antonio Loredan, membro da Compagnia della Calza e quem encomendou as pinturas (na sua manga lêem-se as iniciais F. [ratelli] Z. [ardinieri]). A divisão permitiu a Carpaccio representar dois cenários diferentes. No da esquerda, com castelos e penhascos íngremes, o príncipe despede-se do pai, ajoelhando-se diante dele, rodeados por uma multidão de dignitários em que certamente estão representados vários dignitários e confrades venezianos; no da direita, vê-se o encontro dos noivos e também a separação da noiva dos pais dela. Em fundo vê-se a partida para a peregrinação, com uma cidade imaginária caracterizada por edifícios renascentistas e venezianos.
A pintura condensa seis episódios das histórias da santa. Em primeiro plano, num pontão de madeira estão inúmeros personagens, vestidos à moda veneziana. À esquerda, em primeiro plano, o príncipe despede-se do pai e à esquerda do mastro, sentado no parapeito, está o jovem doador da pintura Antonio Loredan. As histórias continuam em segundo plano, vendo-se do lado direito um longo cortejo de pessoas num passadiço junto à água para embarcar numa chalupa com doze remos que as levarão ao navio que está mais afastado para a peregrinação. À esquerda do mastro de bandeira vê-se o mesmo navio que sai do porto com as velas abertas, sobre as quais se lê Malo, presságio do trágico destino dos peregrinos.
Entre os detalhes retirados da realidade destacam-se os edifícios em fundo inspirados em edifícios reais como as duas torres dos Cavaleiros de Rodes e de San Marcos de Candia, alusões às guerras no Levante contra os Turcos, ou os edifícios venezianos da cidade do lado direito, inspirados na arquitectura contemporânea dos irmãos Lombardo e de Mauro Codussi que estavam a renovar Veneza num sentido moderno e renascentista. A arquitectura do lado esquerdo, o do reino do Príncipe, é mais imaginária, com um sistema de edifícios repletos de muralhas, torres e castelos. O grande navio inclinado para o lado esquerdo da enseada mostra uma das actividades típicas do porto veneziano, ou seja, a calafetagem.

### O Sonho de Santa Úrsula

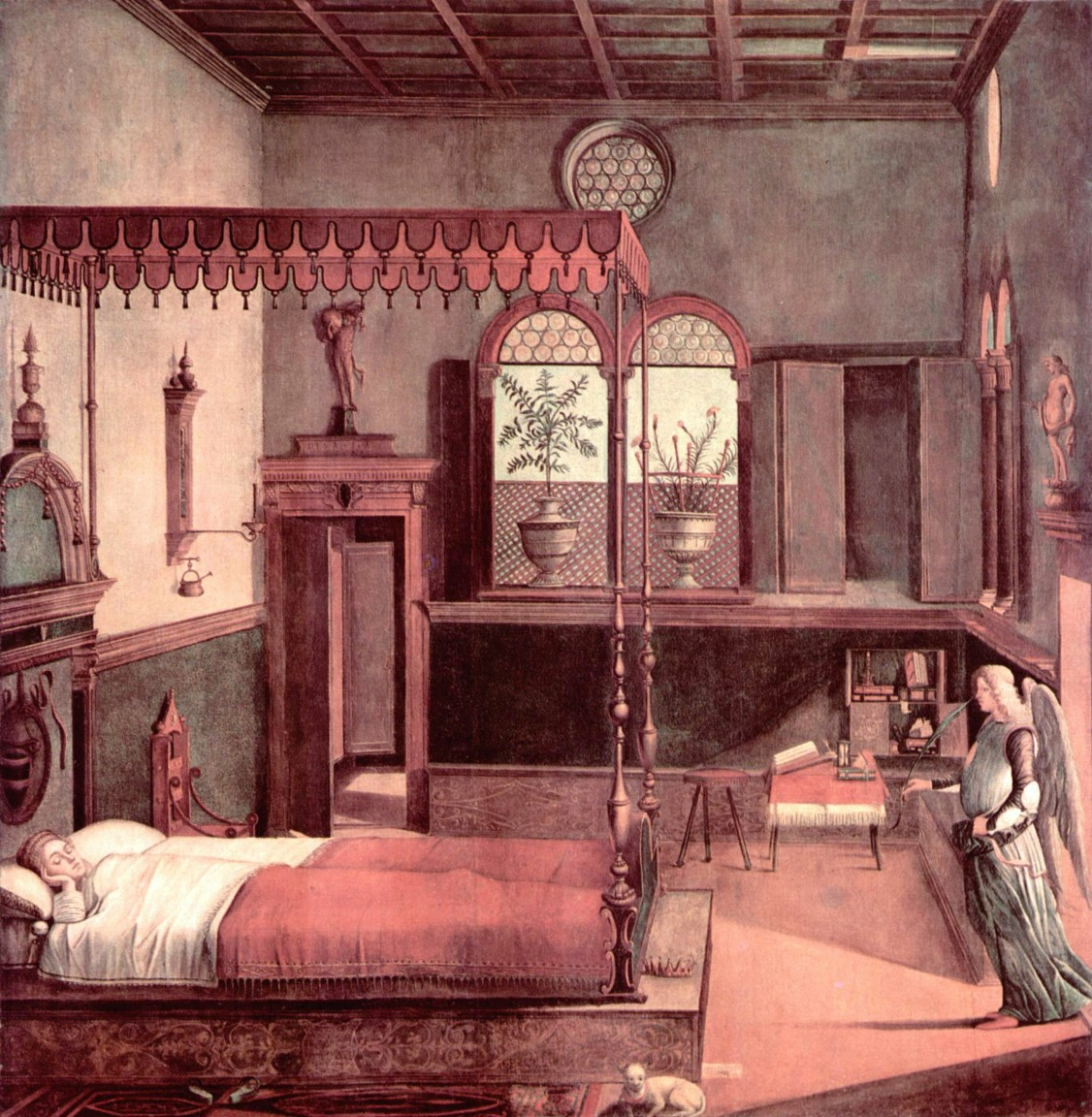
O Sonho de Santa Úrsula (1497–1498), de Vittore Carpaccio, 273x267 cm

A tela ilustra a santa a dormir no leito nupcial, mas sozinha, uma alusão à impossibilidade do casamento. Enquanto ela dorme, tendo a coroa de princesa deposta na base da cama, um anjo entra na sala iluminada por um raio de luz levando-lhe a notícia do seu futuro martírio.
O interior é pintado com notável realismo, como no mobiliário e nas flores, murta e um cravo, que simbolizam a fidelidade no casamento. A inscrição DIVA FAUSTA, colocada sob a estátua de Hércules, indica a natureza redentora da mensagem divina.
O presságio do destino trágico é recebido por Úrsula enquanto dorme numa cama de casal que o noivo não ocupou: um anjo aparece em seu sonho levando-lhe a palma do martírio, "impelido" por uma luz divina que invade a sala.
O interior da sala, completo e pintado em detalhe, inspira-se na tradição italiana, enquanto o gosto pelo uso de diferentes fontes de luz, como a janela na pequena sala à esquerda, é uma herança clara da pintura flamenga. Úrsula dorme numa cama típica medieval (que na base de madeira tinha espaço para baús para guardar roupa e outros tecidos e objectos), encimada por dossel, com elementos suspensos de coral vermelho (um antigo amuleto apotropaico), enquanto a cabeceira tem uma forma arquitectónica. O teto está dividido em caixotões.

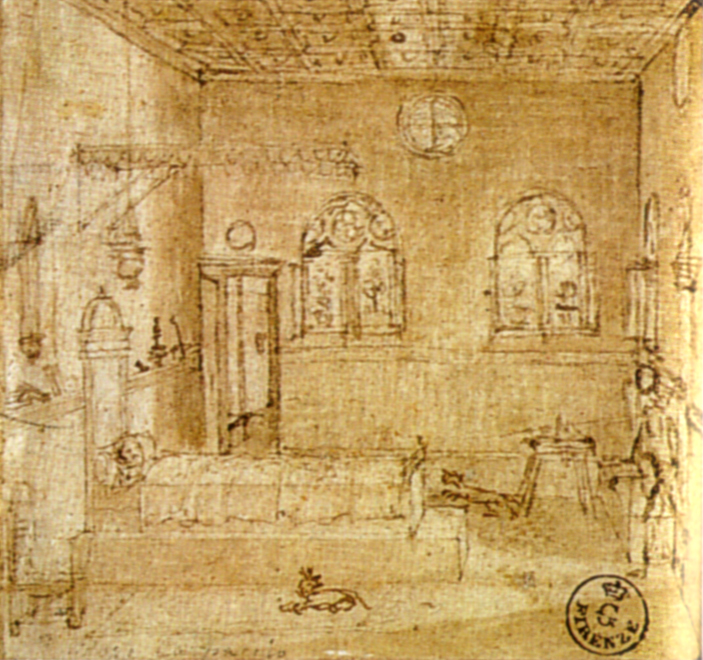
Desenho preparatório

No resto do quarto pode-se ver uma cadeira, uma moldura pendurada, provavelmente contendo uma imagem sagrada para a devoção pessoal com um castiçal preso com uma vela acesa e um aspersor de água benta, um portal finamente decorado com uma estátua de Hércules, uma janela gradeada com vasos de flores no peitoril com vista para uma cerca do jardim, um banquinho na frente de uma mesa com livros e uma ampulheta, um armário aberto com outros livros, um óculo com vidro tipo "fundo de garrafa" e, finalmente, no portal do anjo, outra estátua antiga com Vénus. Há vários simbolismos: a murta e o cravo simbolizam o amor terreno e o divino, o cachorrinho ao pé da cama lembra a fidelidade conjugal, enquanto a inscrição diva fausta ("os anúncios divinos são propícios") sob a estátua de Hércules indica o carácter redentor da mensagem divina.
É extraordinária a capacidade de Carpaccio de manter a unidade composicional ao mesmo tempo que desenvolve os mínimos detalhes. O ritmo é lento, lírico e magicamente suspenso, a luz permite ver os detalhes com a precisão de um  Vermeer, e a cor é densa com efeitos atmosféricos que aumentam o sentimento encantatório da aparição. Da pintura há um desenho preparatório que está no Gabinete de Desenhos e Gravuras dos Uffizi, que mostra como a cama foi trazida para primeiro plano, dando à cena um desenvolvimento mais claro.

### Encontro dos Peregrinos com o Papa

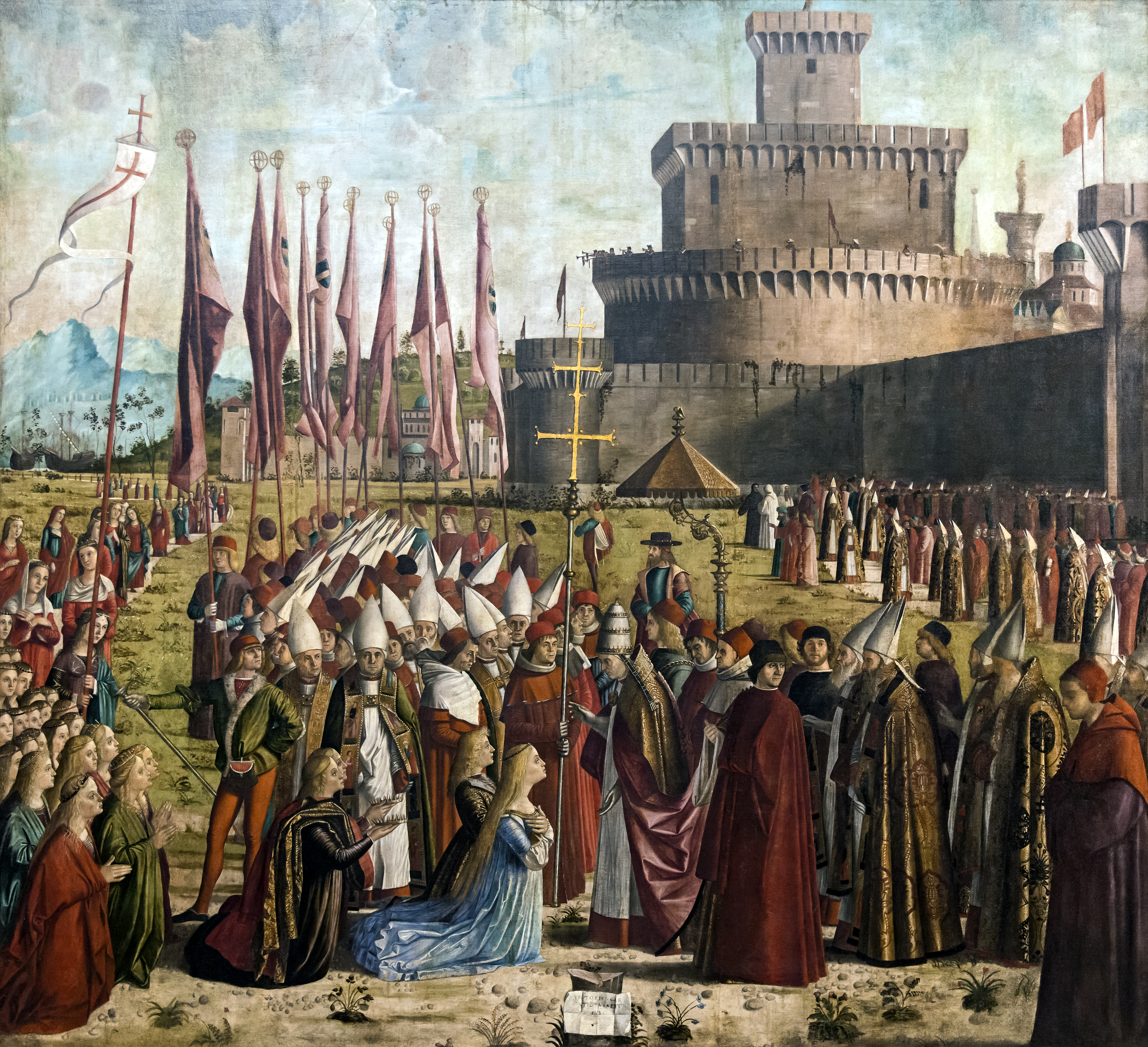
Encontro dos Peregrinos com o Papa (1497–1498), de Vittore Carpaccio, 279x305 cm

O príncipe respeita o pacto com Santa Úrsula, acompanhando-a em peregrinação a Roma. Aqui chegados, fora dos muros da cidade, os peregrinos são recebidos pelo Papa, que irá baptizar o Príncipe pagão e coroar os cônjuges. Neste caso também o cerimonial é reminiscente do estilo veneziano, estando um "didascálio" presente ao lado do papa, com uma toga vermelha e com a aparência do humanista da Renascença Ermolao Barbaro.
À esquerda desfilam as onze mil virgens companheiras de Úrsula que se ajoelham na presença do Papa. Em primeiro plano, vemos o casal real na presença do Pontífice seguido por dois aios que seguram as coroas, que foram retiradas da cabeça como sinal de respeito e reverência. À direita está a cidade de Roma, da qual se reconhece o imponente Castel Sant'Angelo e alguns monumentos, como uma coluna honorária com uma estátua dourada no topo, cúpulas e campanários. Da muralha da cidade vem outra longa fila de personagens, os prelados, os dignitários e os bispos cujas mitras afuniladas, especialmente no grupo que antecede o papa, atrás dos porta-estandartes, forma um complexo jogo linear que dirige o olhar do espectador para o ponto focal da pintura, a cruz dourada do bordão papal. A definição das sombras é muito precisa, todas para a esquerda que indica que o evento ocorreu à tarde.
Em baixo ao centro, colada num tronco, está numa cartouche a assinatura do artista, mas a data não é legível.

### Chegada dos Peregrinos a Colónia

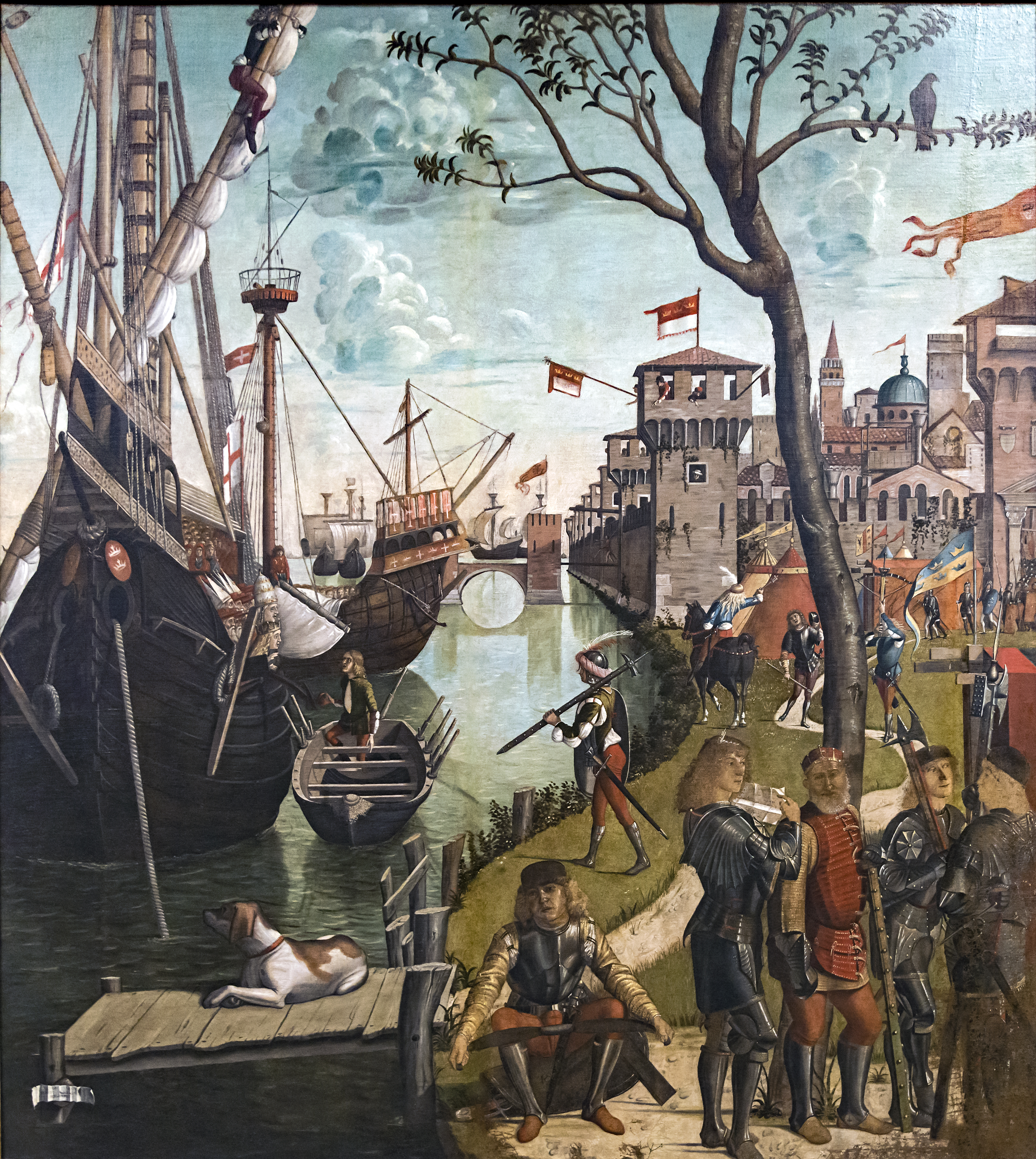
Chegada dos Peregrinos a Colónia (1497–1498), de Vittore Carpaccio, 279x254 cm

Esta pintura é datada de 1490 e foi a primeira executada por Carpaccio para o ciclo. Descreve a chegada dos peregrinos, acompanhados pelo Papa, a Colónia que estava sob o cerco dos hunos. Os estandartes sobre a torre, vermelho-branco com três coroas douradas, são os do sultão otomano Mehmet II, o principal inimigo de Veneza durante a vida de Carpaccio. As três coroas aludem às terras sob seu domínio: na Ásia, a Anatólia, na Europa, a Grécia e grande parte dos Balcãs e o Egipto na África. Esta é uma referência clara à família Loredan, principal mecenas da Confraria, que estava fortemente envolvida na luta contra os otomanos.
Os momentos marcantes do episódio são relegados pelo artista para as margens da grande tela. À esquerda vê-se o navio principal, escoltado por uma longa fila de embarcações da comitiva, que acaba de lançar a âncora e da qual se debruçam o Papa com a tiara e a loira Úrsula coroada que conversam com um barqueiro para tratar do desembarque. À direita, por sua vez, vêm-se em primeiro plano quatro Unos armados que acabaram de ler a mensagem que os avisa sobre a chegada dos peregrinos cristãos. O resto da pintura é ocupado pela vista da cidade fortificada, com a longa linha de torres defensivas, e o porto com um trecho de mar.  
A composição denota alguma incongruência nas linhas de perspectiva, não havendo uma concepção geométrica unitária, como foi o caso nas obras de outro famoso pintor da época, Gentile Bellini. No entanto, nesta pintura do jovem Carpaccio detectam-se muitas das qualidades que com o tempo caracterizaram o seu melhor estilo: o ritmo lento e suspenso magicamente, a magia da luz que permite a visão dos detalhes, a vitalidade da cor, as vistas frescas da cidade. O cenário, no entanto, refere-se às vistas de Veneza, em particular a uma manhã nublada, talvez de outono, lembrando as torres as do antigo Arsenal, enquanto os reflexos na água denotam um estudo do real conduzido com um olho sábio.
Também moderno é o corte de alguns detalhes, como o mastro e o velame do navio principal e da árvore.

### O Martírio e o Funeral de S. Úrsula

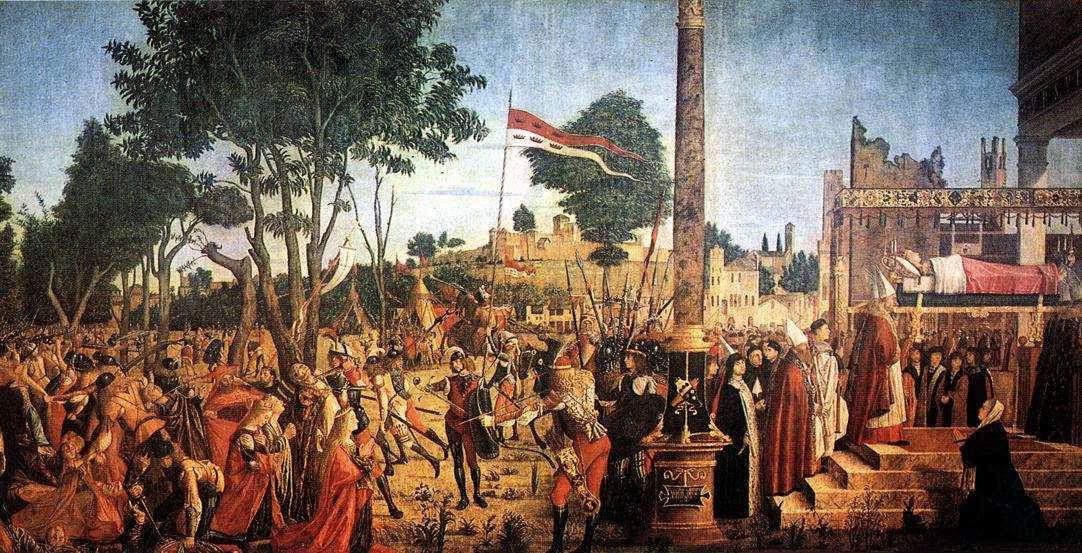
O Martírio e o Funeral de S. Úrsula (1497–1498), de Vittore Carpaccio, 268x520 cm

Uma coluna no meio da pintura com o brasão da família Loredan, divide-a em duas cenas: à esquerda, o martírio de Santa Úrsula e das dez mil virgens que a acompanhavam; à direita, o seu funeral. Como na pintura anterior, os hunos são representados pelo exército de Mehmet II, com a excepção de um soldado mouro no meio da cena esquerda.
Ao contrário dos episódios pintados antes, neste é nítida a mestria da perspectiva e que permite ligar, com uma leitura contínua, os dois episódios, diversos pela configuração e pelo tom dramático. A assinatura e a data do artista estão numa cartela na base da coluna com o brasão de Loredan que se cruza com outro, talvez da família Caotorta.

#### O Martírio
O episódio da esquerda, maior que o outro, ocorre numa clareira onde uma fila de árvores mostra a profundidade perspéctica, também sugerida pelo perfil arborizado de uma longa colina na qual há uma cidade muralhada e com torres, uma visão imaginária de Colónia, que se assemelha a uma cidade no interior do Veneto. Projetando o olhar para longe, o massacre parece prolongar-se para o infinito.
Os soldados hunos atacam com ferocidade os cristãos, matando qualquer um com espadas, flechas e adagas. Em primeiro plano está Úrsula com a sua coroa, ajoelhada serenamente à esperando do martírio, enquanto um arqueiro loiro em frente a ela, vestido de forma particularmente preciosa, está prestes a golpeá-la. Atrás dela, o papa Ciríaco é atingido na garganta e deixando cair a cabeça para trás, perde a tiara; duas outras virgens estão ajoelhadas em súplica de oração, enquanto atrás delas estão os combatentes mais sangrentos: uma virgem é decapitada, outra tem a cabeça dividida em duas por um golpe, outra é puxada pelo cabelo enquanto tenta escapar.
No centro de toda a composição está um soldado no ato de desembainhar a espada; o contraponto da pose clássica é o realismo fisionómico e a acuidade expressiva do classicismo idealizado por Perugino, então tão em voga. Atrás desse personagem, um trombeteiro a galope incitava ao massacre. Os numerosos pendões vermelhos e brancos são colocados de modo a criar a profundidade espacial; estes, de acordo com um processo de actualização do tema sagrado desejado pelo cliente, recordam Maomé II e as suas hostes otomanas, representados como Unos mas "desmascarados" pelo soldado mouro no centro da composição. 
Apesar da acção coincidente, todos os gestos, mesmo os mais desarticulados, se integram na composição rítmica da pintura, especialmente o jogo das linhas das armas brancas, estudadas uma a uma para serem identificadas pela luz.

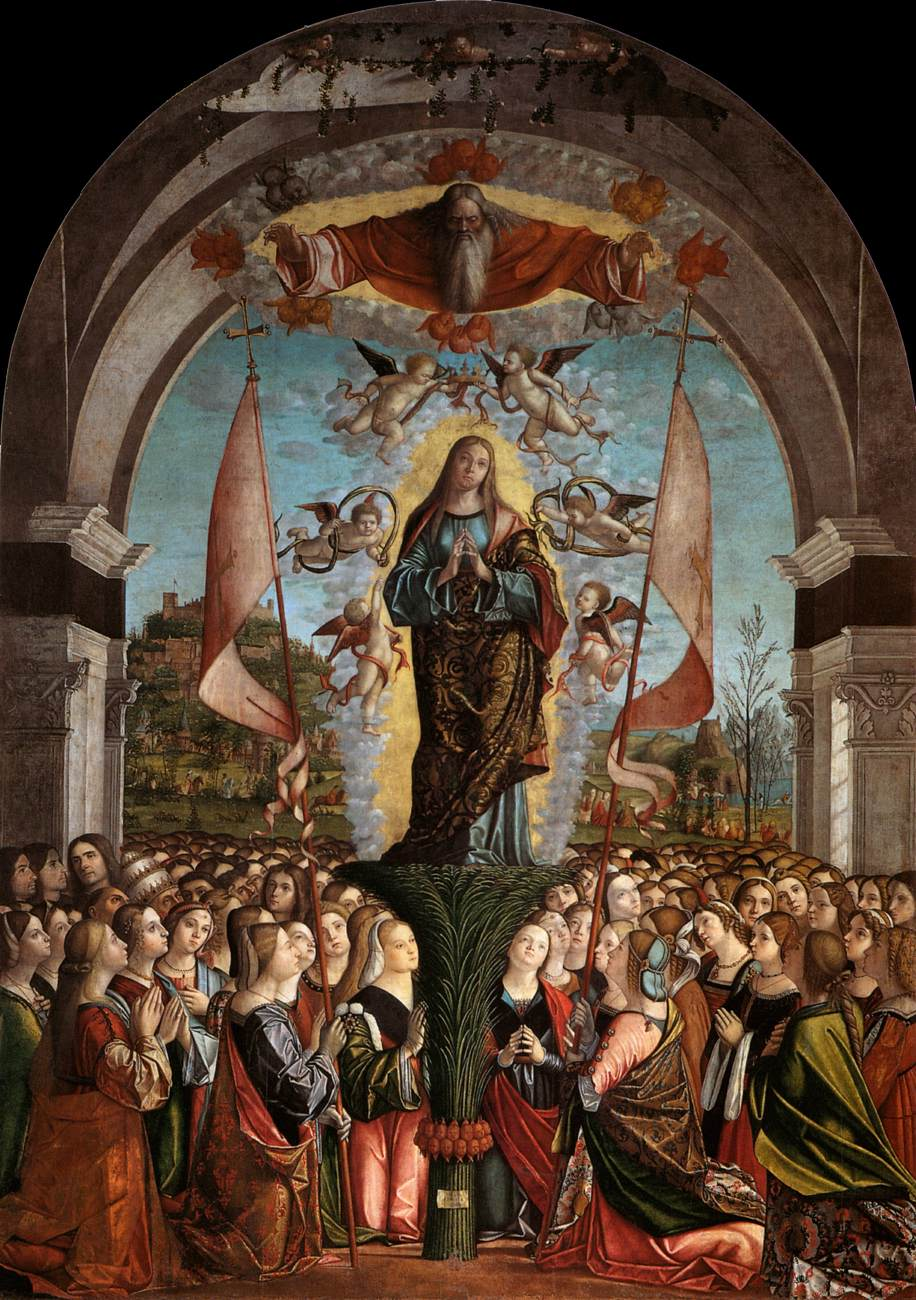
Apoteose de Santa Úrsula e das suas companheiras (1497–1498), de Vittore Carpaccio, 841x336 cm

#### O Funeral
A cena do funeral está desenhada de acordo com sentimentos de solenidade, com uma procissão pacata que silenciosamente passa por trás do caixão da Santa, carregada aos ombros de dois bispos e coberta por um dossel preciosamente bordado. Eles estão entrando numa espécie de mausoléu, em cujo frontão se lê "Ursula".
São muito precisos os retratos dos personagens, entre eles a mulher ajoelhada à direita, talvez um membro da família Caotorta que já havia morrido em 1493, explicando assim a sua posição destacada na cena. Em fundo, vê-se um panorama citadino com ruínas (da guerra) e edifícios com formas tipicamente venezianas.

### Apoteose de Santa Úrsula e das suas companheiras
Esta tela esteve originalmente localizada na capela da Scuola, concluindo a narração no ciclo. Úrsula está representada sobre um feixe de palmeiras (símbolo do martírio), na presença de Deus e envolvida pelas suas companheiras. Seis serafins estão em volta dela com coroas. Encostados à coluna do lado esquerdo estão três personagens masculinos, provavelmente os três filhos de Antonio Loredan. Loredan havia defendido Shkodër na Albânia contra os turcos, sendo este seu feito recordado também pela fortaleza ao fundo.
Ao centro está Úrsula em apoteose sobre um ramo de folhas de palmeira (símbolo do martírio), envolta por um halo de luz e entre seis anjos com fitas e os dois de cima segurando uma coroa enquanto no topo Deus Pai abre os seus braços para recebê-la no céu. Em baixo está a multidão de mártires, sobretudo as companheiros de Úrsula, mas também figuras masculinas, como o lendário papa Ciriaco com a tiara, que teria sido sacrificado com ela.
O conjunto é enquadrado por uma elegante arquitetura renascentista com um arco de pedra que imita a forma da tela e um fundo tipicamente veneziano, de colinas com castelos, montanhas e um lago. A forte simetria da composição também é sublinhada pelos dois pendões cristãos que ladeiam a santa formando uma espécie de quadrilátero, que tem como base o feixe de palmeiras (onde também está a cartela, sob o anel de cabeça de serafins que une as folhas, com a assinatura e a data) e a Vesica piscis horizontal do Eterno.

## Reconstituição
A leitura da narrativa ocorria da esquerda para a direita.
Primeira parede
Segunda parede
Terceira parede
Quarta parede